# Dimitrija Lazarevski
Dimitrija Lazarevski (in macedone Димитрија Лазаревски?; Skopje, 23 settembre 1982) è un ex calciatore macedone, di ruolo difensore.

## Carriera

### Club
Il 25 agosto 2011 segna l'unica rete per i macedoni nella partita di ritorno dei play-off di Europa League persa 3 a 1 in casa contro la Lazio.

## Palmarès

### Club

#### Competizioni nazionali
- Coppa del Kazakistan: 1

Astana: 2012
- Campionato macedone: 1

Vardar: 2012-2013